# Oliver Rowland
Oliver Rowland, né le 10 août 1992 à Sheffield, au Royaume-Uni, est un pilote automobile britannique. Depuis 2018, il participe au Championnat du monde de Formule E. Il est champion de Formule Renault 3.5 en 2015.
Il est champion du monde de Formule E en 2025 avec Nissan.

## Biographie

### Débuts en monoplace en Grande-Bretagne (2010-2011)
Après avoir couru en karting entre 2002 et 2010, Oliver Rowland fait ses débuts en monoplace en novembre de cette même année en disputant les six courses du championnat de Formule Renault 2.0 UK Winter Cup chez CRS Racing. Il remporte la dernière course et termine 7e de ce mini-championnat.
En 2011, il rejoint Fortec Motorsport et prend part à la saison de Formule Renault 2.0 UK. Il remporte quatre des vingt courses du championnat et termine vice-champion derrière Alex Lynn et à égalité de points avec Tio Ellinas. Il dispute aussi les Formula Renault UK Finals Series et est sacré, grâce à ses quatre victoires et ses deux 2es places.

### La Formule Renault 2.0 (2012-2013)
Oliver Rowland reste chez Fortec et passe en Eurocup Formula Renault 2.0 en 2012. Il obtient deux 3es place sur le Moscow Raceway et remporte la toute dernière course de la saison à Barcelone, ce qui lui permet de finir 3e du championnat.
En 2013, il poursuit dans la discipline mais change d'écurie et rejoint Manor MP Motorsport. Il s'impose à trois reprises mais ne peut rien contre Pierre Gasly et doit se contenter d'être vice-champion. On le retrouve également en Formula Renault 2.0 NEC, où il prend part à huit courses. Il se montre très rapide et monte à chaque fois sur le podium, dont quatre fois sur la plus haute marche. En disputant deux fois moins de courses que ses rivaux, il termine tout de même 4e du championnat, 81 points derrière le champion Matt Parry.

### Domination en Formule Renault 3.5 (2014-2015)

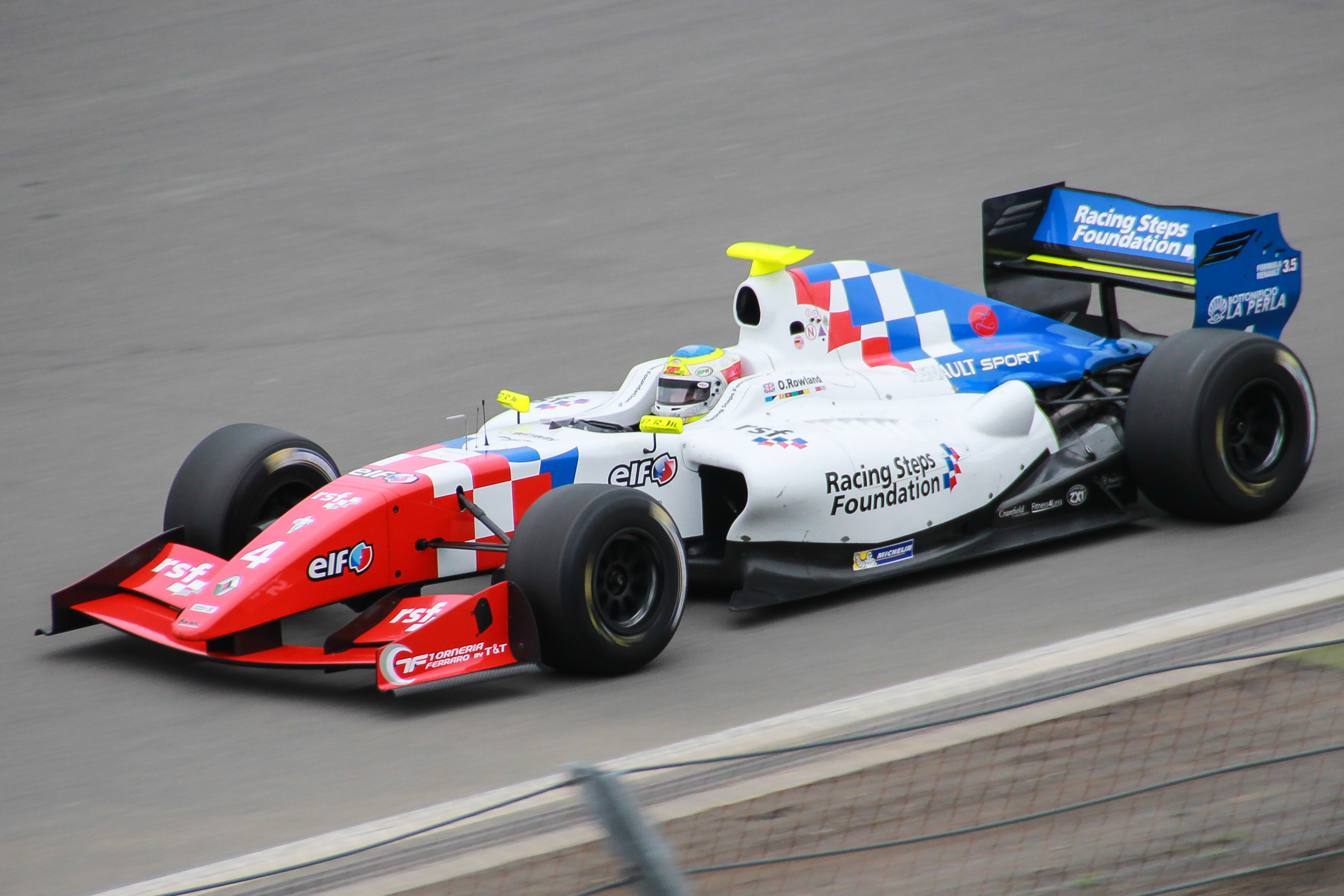
Oliver Rowland sur le Nürburgring en 2014.

En 2014, il passe en Formule Renault 3.5, en retournant chez Fortec Motorsport. Il remporte deux courses, la première à Alcañiz et la deuxième à Jerez, et se classe 4e du championnat, deux points derrière Roberto Merhi.
Il rempile pour une nouvelle saison de Formule Renault 3.5 en 2015, tout en restant chez Fortec. Il voit le drapeau à damiers lors des dix-sept courses de la saison et domine sans difficulté ses adversaires, battant presque tous les records : il remporte huit courses, obtient treize podiums, sept pole positions et quatre meilleurs tours en course. Oliver Rowland s'adjuge logiquement le titre après les courses du Mans.
En parallèle, il effectue quelques piges en GP2 Series avec MP Motorsport puis avec Status Grand Prix, obtenant au total trois points. En décembre, il remplace Nick Heidfeld, blessé, chez Mahindra Racing lors de la manche de Formule E à Punta del Este. Qualifié 16e, il se classe 13e de la course.

### Le GP2 Series puis la Formule 2 (2016-2017)
Après avoir disputé sept courses de GP2 Series en 2015, il s'y engage en 2016 à temps complet en retrouvant MP Motorsport. Il intègre également la Renault Sport Academy, la filière des jeunes pilotes de Renault F1 Team. En GP2, il réalise une très bonne première partie de saison en étant régulier et monte quatre fois sur le podium, avec notamment une 2e place sur le Red Bull Ring. Il occupe même la tête du championnat après les manches de Silverstone. Sa deuxième moitié de saison est moins bonne et il chute au classement, pour finalement terminer 9e avec 107 points.

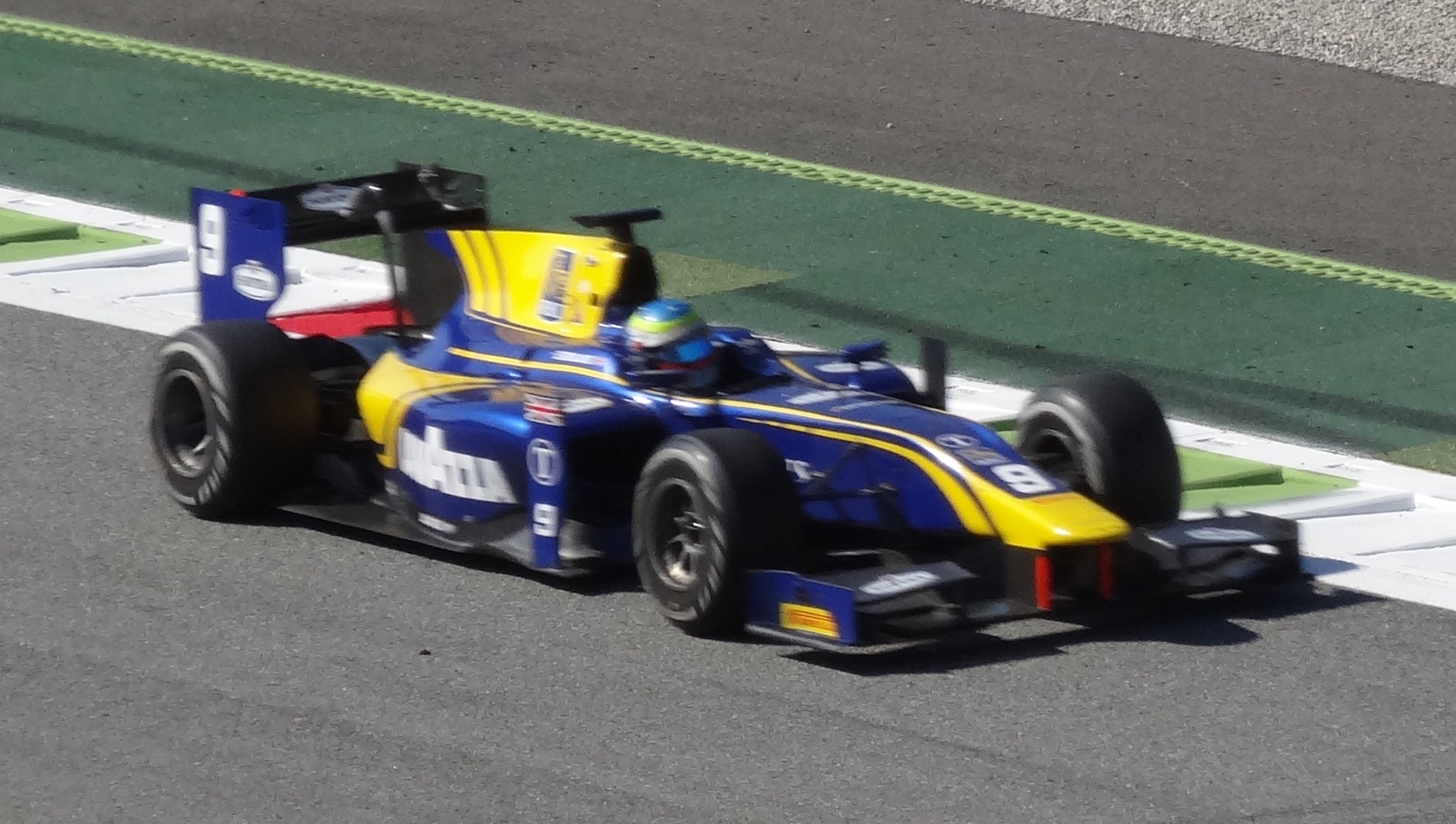
Oliver Rowland à Monza en 2017.

En 2017, le GP2 Series devient la Formule 2 et Rowland passe chez DAMS. En avril, il est nommé pilote de développement de Renault F1 Team. Il obtient son premier podium en Formule 2 lors de la course sprint de Bahreïn, avec une 3e place, puis signe deux autres podiums à Barcelone. Il obtient sa première victoire dans la discipline lors de la course principale de Monaco, ce qui lui permet de revenir à trois points du leader Charles Leclerc. L'écart avec le monégasque se creuse ensuite rapidement mais un très bon week-end hongrois (victoire et 2e place) lui permet de combler légèrement son retard. Disqualifié à Spa-Francorchamps alors qu'il avait terminé 2e, son avance au championnat sur Artem Markelov se réduit considérablement. Il s'impose à Abou Dabi mais est de nouveau disqualifié, ce qui offre la victoire à Markelov. Oliver Rowland perd donc sa 2e place et termine 3e du championnat.

### L'endurance (2018)
En 2018, il quitte le giron Renault et devient le "jeune pilote officiel" de Williams F1 Team. Oliver Rowland s'engage également dans le championnat du monde d'endurance avec CEFC TRSM Racing. L'écurie est forfaite pour la première manche de la saison à Spa-Francorchamps. Il participe pour la première fois de sa carrière aux 24 Heures du Mans, avec Alex Brundle et Oliver Turvey, mais l'équipage est contraint à l'abandon après 137 tours à cause d'un problème électrique.

### La Formule E (depuis 2018)

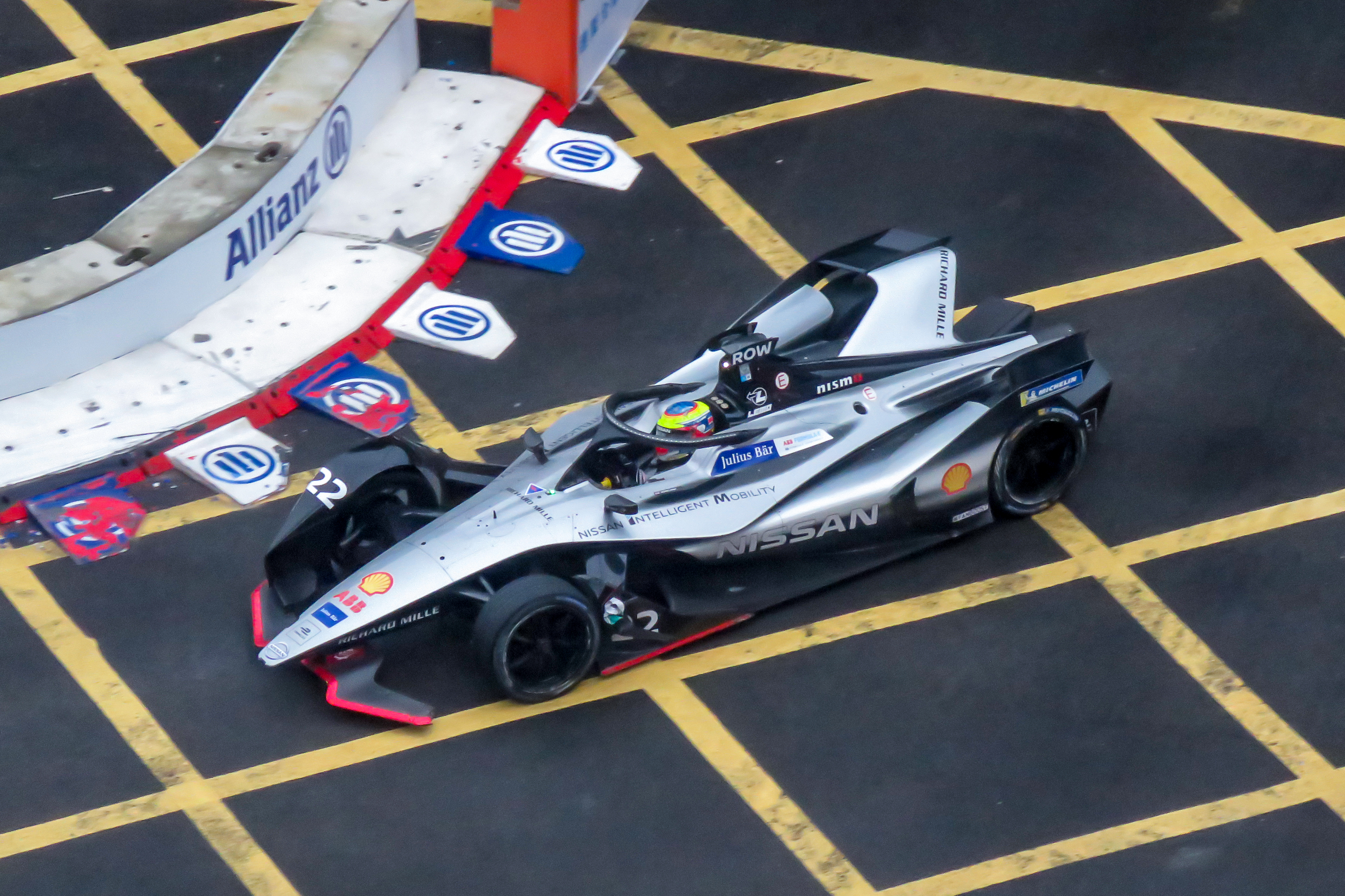
Oliver Rowland lors du ePrix de Hong Kong 2018.

2018-2019 : En fin d'année, Oliver Rowland fait ses débuts en tant que titulaire en Formule E. Au sein de l'équipe Nissan e.dams, il remplace au dernier moment Alexander Albon, parti en Formule 1 chez Toro Rosso. Il  obtient sa première pole position lors du ePrix de Sanya, et son premier podium le même week-end en finissant 2e. Il décroche une deuxième pole position cette année à Paris, à la suite de la disqualification des pilotes Mahindra, mais piégé par la pluie, il termine hors des points en course. À Monaco, il monte sur son second podium en finissant une nouvelle fois 2e. Il conclut la saison au 10e rang, tandis que son équipier Sébastien Buemi termine vice-champion.
2019-2020 : Oliver Rowland prolonge avec Nissan e.dams pour une deuxième saison et obtient sa première victoire à Berlin, lors de l'avant-dernière course de la saison. Il termine 5e du championnat, un point derrière Buemi et quatre points derrière Stoffel Vandoorne, classé deuxième.
2020-2021 : Oliver Rowland signe pour une troisième saison en Formule E avec Nissan e.dams toujours aux côtés de Sebastien Buemi. Il termine dans les points dès les deux premières courses de la saison à Dariya mais ne marquera pas de points lors de la troisième et quatrième manche du Championnat à Rome. Il est actuellement 13e avec 14 points au Championnat du monde.
2021-2022 : Pour sa 4e saison en Formule E, il retourne chez Mahindra Racing pour qui il avait effectué 1 ePrix en 2016 lors de la saison 2015-2016 mais cette fois à plein temps. Il sera aligné aux côtés du Britannique Alexander Sims.

## Carrière

### Résultats en monoplace
| Saison | Championnat                       | Écurie              | Courses                 | Victoires               | Pole positions          | Meilleurs tours         | Podiums                 | Points                  | Classement              |
| ------ | --------------------------------- | ------------------- | ----------------------- | ----------------------- | ----------------------- | ----------------------- | ----------------------- | ----------------------- | ----------------------- |
| 2010   | Formule Renault 2.0 UK Winter Cup | CRS Racing          | 6                       | 1                       | 0                       | 0                       | 1                       | 95                      | 7e                      |
| 2011   | Formule Renault 2.0 UK            | Fortec Motorsport   | 20                      | 4                       | 3                       | 4                       | 13                      | 475                     | 2e                      |
| 2011   | Formule Renault 2.0 UK Finals     | Fortec Motorsport   | 6                       | 4                       | 0                       | 3                       | 6                       | 190                     | Champion                |
| 2012   | Eurocup Formule Renault 2.0       | Fortec Motorsport   | 14                      | 1                       | 0                       | 0                       | 3                       | 109                     | 3e                      |
| 2013   | Eurocup Formule Renault 2.0       | Manor MP Motorsport | 14                      | 3                       | 2                       | 2                       | 8                       | 179                     | 2e                      |
| 2013   | Formule Renault 2.0 NEC           | Manor MP Motorsport | 8                       | 4                       | 4                       | 4                       | 8                       | 208                     | 4e                      |
| 2014   | Formule Renault 3.5               | Fortec Motorsport   | 17                      | 2                       | 3                       | 1                       | 7                       | 181                     | 4e                      |
| 2015   | Formule Renault 3.5               | Fortec Motorsport   | 17                      | 8                       | 7                       | 4                       | 13                      | 307                     | Champion                |
| 2015   | GP2 Series                        | MP Motorsport       | 4                       | 0                       | 0                       | 0                       | 0                       | 3                       | 21e                     |
| 2015   | GP2 Series                        | Status Grand Prix   | 3                       | 0                       | 0                       | 0                       | 0                       | 3                       | 21e                     |
| 2016   | GP2 Series                        | MP Motorsport       | 22                      | 0                       | 0                       | 0                       | 4                       | 107                     | 9e                      |
| 2017   | Formule 2                         | DAMS                | 22                      | 2                       | 1                       | 2                       | 10                      | 191                     | 3e                      |
| 2017   | Formule 1                         | Williams            | Pilote de développement | Pilote de développement | Pilote de développement | Pilote de développement | Pilote de développement | Pilote de développement | Pilote de développement |

## Résultats en championnat du monde de Formule E
| Saison    | Écurie                | Courses disputées | Pole positions | Meilleurs tours | Victoires | Podiums | Points inscrits | Classement |
| --------- | --------------------- | ----------------- | -------------- | --------------- | --------- | ------- | --------------- | ---------- |
| 2015-2016 | Mahindra Racing       | 1                 | 0              | 0               | 0         | 0       | 0               | 21e        |
| 2018-2019 | Nissan e.dams         | 13                | 2              | 0               | 0         | 2       | 71              | 10e        |
| 2019-2020 | Nissan e.dams         | 11                | 1              | 1               | 1         | 1       | 83              | 5e         |
| 2020-2021 | Nissan e.dams         | 15                | 1              | 1               | 0         | 2       | 77              | 14e        |
| 2021-2022 | Mahindra Racing       | 16                | 1              | 0               | 0         | 1       | 32              | 14e        |
| 2022-2023 | Mahindra Racing       | 9                 | 0              | 0               | 0         | 0       | 9               | 21e        |
| 2023-2024 | Nissan Formula E Team | 14                | 2              | 1               | 2         | 7       | 156             | 4e         |
| 2024-2025 | Nissan Formula E Team | 16                | 3              | 0               | 4         | 7       | 184             | Champion   |

## Résultats aux 24 Heures du Mans
| Année | Équipe           | no | Châssis           | Moteur                           | Pneus    | Catégorie | Équipiers                  | Tours | Résultat |
| ----- | ---------------- | -- | ----------------- | -------------------------------- | -------- | --------- | -------------------------- | ----- | -------- |
| 2018  | CEFC TRSM Racing | 6  | Ginetta G60-LT-P1 | Mecachrome F154CB 3,4 l Turbo V6 | Michelin | LMP1      | Alex Brundle Oliver Turvey | 137   | Abandon  |